# Zonsverduistering van 24 oktober 1995

Animatie zonsverduistering
op 24 oktober 1995

De totale zonsverduistering van 24 oktober 1995 trok veel over land en was achtereenvolgens te zien in deze twaalf landen: Iran, Afghanistan, Pakistan, India, Bangladesh, Myanmar, Thailand, Cambodja, Vietnam, Maleisië, Filipijnen en Indonesië.

## Lengte

### Maximum
Het punt met maximale totaliteit lag op zee ver van enig land tussen Vietnam en Maleisië en duurde 2m09,5s.

### Limieten
| Fenomeen                    | Code | Tijdstip UTC |
| --------------------------- | ---- | ------------ |
| Eerste contact bijschaduw   | P1   | 01:51:53.8   |
| Eerste contact kernschaduw  | U1   | 02:52:31.0   |
| Kernschaduw compleet vanaf  | U2   | 02:52:47.3   |
| Bijschaduw compleet vanaf   | P2   | 04:02:07.1   |
| Maximum eclips              | GE   | 04:32:29.6   |
| Bijschaduw compleet t/m     | P3   | 05:03:09.0   |
| Kernschaduw compleet t/m    | U3   | 06:12:16.1   |
| Laatste contact kernschaduw | U4   | 06:12:37.1   |
| Laatste contact bijschaduw  | P4   | 07:13:05.0   |